# سوبان بانون
سوبان بانون (بالتايلندية: สุบรรณ พันโนน) (مواليد 10 مايو 1978) هو ملاكم تايلاندي، مثّل بلاده في الألعاب الأولمبية الصيفية في دورتي 2000 و2004.

## روابط خارجية
سوبان بانون على موقع أوليمبيديا (الإنجليزية)